# José Antonio Saracíbar
José Antonio Saracíbar Sautúa (Bilbao, 13 de junio de 1941) es un político y sindicalista español, Ha sido Presidente de la Fundación Francisco Largo Caballero.
Electricista de profesión, ingresó en el Partido Socialista Obrero Español y en la Unión General de Trabajadores en 1971 durante el franquismo. Fue procesado y condenado por asociación ilícita en 1973 a dos años y medio de prisión.
Miembro de la Ejecutiva del Partido Socialista de Euskadi desde 1976 a 1980, de la Ejecutiva Confederal de UGT desde 1980 a 1994. Fue Diputado por el PSOE por Vizcaya al Congreso en las elecciones de 1986, dimitiendo un año más tarde por discrepancias sobre la política gubernamental en materia presupuestaria. Hasta su nombramiento en 2002 como Presidente de la Fundación Largo Caballero, ocupó distintos puestos como Consejero Laboral en Lisboa de la Embajada de España en Portugal y en órganos asesores del Ministerio de Trabajo y Asuntos Sociales. En 2007 abandonó la presidencia de la Fundación aunque siguió formando parte de su Patronato.